# Aleurolobus osmanthi
Aleurolobus osmanthi là một loài côn trùng cánh nửa trong họ Aleyrodidae, phân họ Aleyrodinae.
Aleurolobus osmanthi được Young miêu tả khoa học đầu tiên năm 1944.